# Bonaventura de Tristany

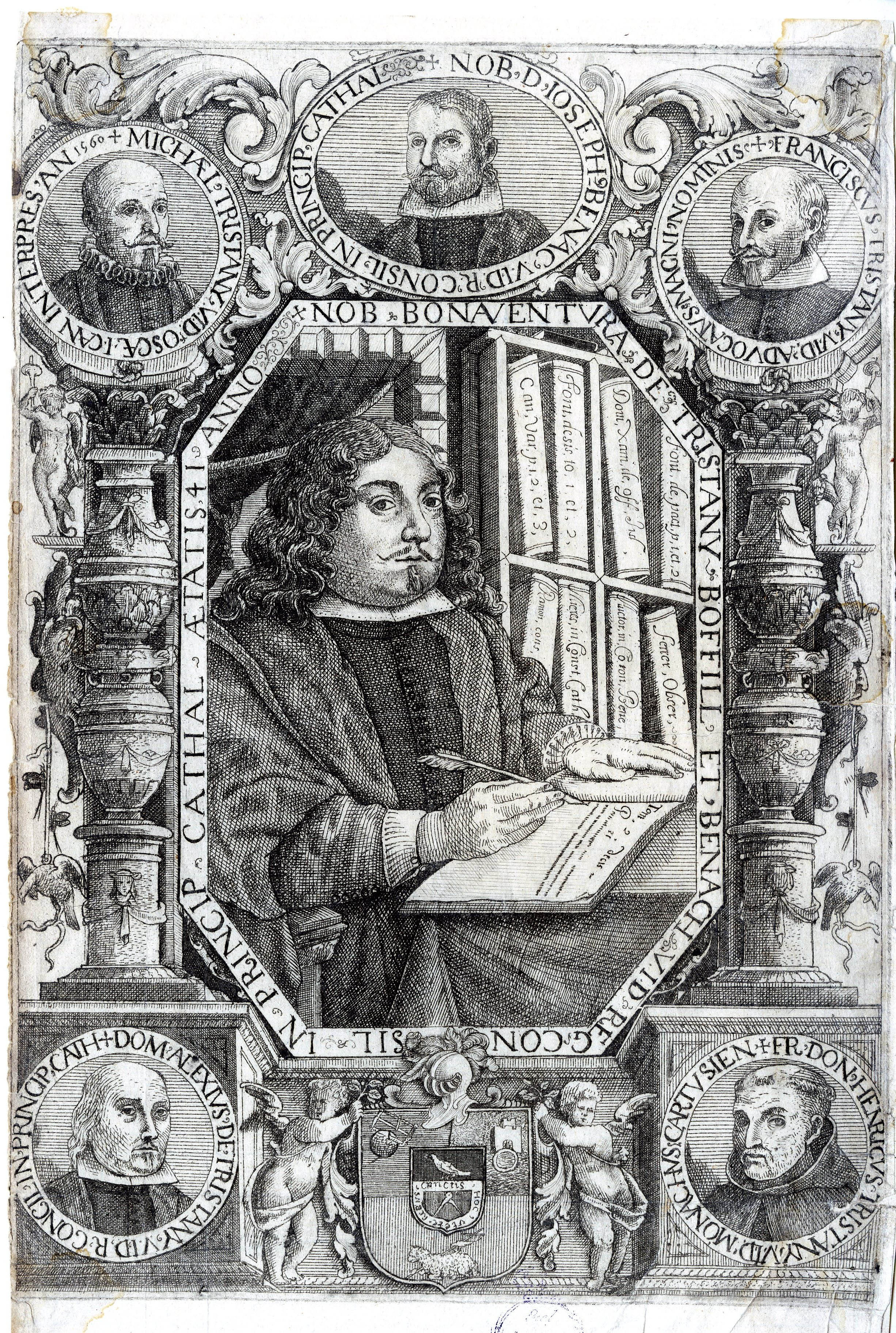
Bonaventura de Tristany, ilustración de sus Sacri supremi Regii Cathaloniae Senatus decisiones. Barcelona, 1686. En torno a su retrato, en medallones, efigies de sus antepasados y el escudo de armas. Madrid, Real Academia de Bellas Artes de San Fernando.

Bonaventura de Tristany Bofill y Benach, fallecido en Barcelona en 1714, fue un jurisconsulto y noble español, caballero de la Orden de Montesa y San Jorge de Alfama y oidor de la Real Audiencia de Cataluña.

## Biografía
Descendiente de una larga genealogía de juristas, tanto por la rama paterna como por la materna, con la permanente motivación de alcanzar el rango nobiliario, fue hijo de Aleix Tristany y Montserrat, doctor en derecho y ciudadano honrado, y de su segunda esposa, Marianna Bofill, hija primogénita del ciudadano honrado de Barcelona Gismund Bofill, con la que había contraído matrimonio en 1638. Su carrera profesional, iniciada como proveedor de víveres a las tropa del rey, le llevó, según el Memorial de méritos del doctor Buenaventura Tristany y Bofill presentado en 1694, a ocupar la plaza de asesor de la capitanía general, fiscal de la curia del veguer de Barcelona, auditor de causas pías, auditor de galeras de Cerdeña, consultor del Santo Oficio, juez del breve apostólico, juez de corte en 1676 y en 1681 oidor de la sala del regente, como lo había sido su padre, culminando su ascenso social en 1686 cuando el rey Carlos II le concedió el anhelado título nobiliar del Principado de Cataluña abriéndole así las puertas a recibir el hábito de caballero de Montesa en 1691. En 1701 participó dentro del brazo militar en las cortes convocadas por Felipe V, pero los informes de la corte borbónica evidencian desconfianza hacia él. En 1705 participó también en la reunión de cortes convocada por el archiduque Carlos. En los primeros años de gobierno borbónico, en la dividida audiencia de Cataluña, votó siempre con el grupo de los austracistas o constitucionalistas, pero al constituirse la nueva audiencia, a finales de 1705, al mes de la capitulación de Barcelona frente a las tropas del archiduque, quedó apartado de sus funciones, a la vez que los restantes catorce jueces de la audiencia felipista, y no ocupó cargos de gobierno con la nueva administración, aunque permaneció en Barcelona.
Casado con Grayda Claresvalls, hija de Lluís Claresvalls, barón de Llorac Camp, falleció en Barcelona en 1714.

## Obras
- Buenaventura Tristany, Corona Benedictina, adornada de lo más precioso de sus singulares prerrogativas con el esmalte de la iurisdición ordinaria que pueden exercer los presidentes de la muy illustre y esclarecida Congregación Claustral de San Benito de la Provincia Tarraconense, Cesaraugustana, Navarra y obispado de Mallorca, que ciñe y defiende las personas de los monjes y bienes de los conventos de quien se atreviere a su injuria y les offendieren, en Barcelona, por Rafael Figueró 1677, obra que firma como asesor general de la Orden de San Benito y juez de reclamos en el Principado de Cataluña.[4]
- Sacri supremi Regii Cathaloniae Senatus decisiones, 3 volúmenes, Barcelona, tipografía Rafael Figueró, 1686, t. I; 1688, t. II; 1701, t. III. Tratado de jurisprudencia comentada, con la recopilación de sus decisiones en la Reial Audiencia de Catalunya.[5][6]
- Escudo montesiano en las reales manos de Su Magestad para defender como maestre, prelado general, superior y cabeça, patrón, protector y administrador perpetuo de las religiones regulares, militares de Santiago, Calatrava y Alcántara y particularmente de la poderosa, ínclita y militar Orden de Nuestra Señora de Montesa y San Jorge de Alfama, los privilegios, prerrogativas, libertades, inmunidades y exempciones que gozan por la Sede Apostólica de los ordinarios, Barcelona, por Rafael Figueró, 1703, en defensa de los privilegios de la Orden de Montesa.